# Cercaria

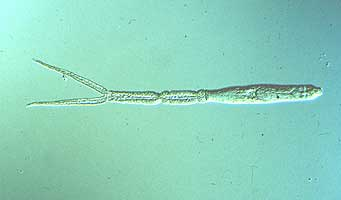
一種Austrobilharzia屬的尾蚴

Cercaria其實不是一個屬，而是「尾蚴」的意思，即複殖亞綱物種生長史在成蟲之前的其中一個階段。
對於吸蟲綱未知物種的尾蚴，生物學家習慣為其給予「Cercaria」這個不存在的屬名，直至其生活史及所屬物種有答案為止。因此，不同的「Cercaria」物種可能會從屬於不同的科與屬，但都是吸蟲綱的物種。

## 物種
- Cercaria laevicardi[1]：Strigeata（英语：Strigeata）目壮穴科[2][3]
- Cercaria capricornia VII 及 Cercaria capricornia VIII：發現於澳大利亞昆士蘭州中部，以光滑织纹螺為中間宿主[4]。